# Trekkboer

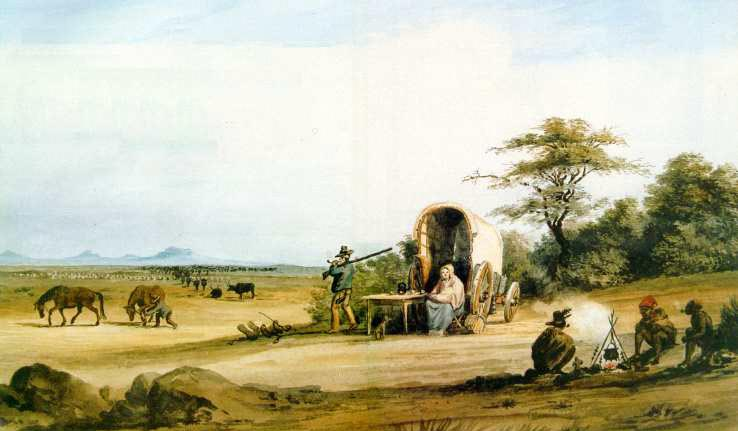
Trekboers creuant el Karoo.

Els trekkboers (pronunciació correcta "trèkburs", ja que en afrikaans i neerlandès, el diftong "oe" equival a "u" catalana; significat literal: camperol, granger, si bé és habitual pronunciar-ho tal com s'escriu) foren bòers blancs de Sud-àfrica que al segle xvii es van allunyar de les proximitats de Ciutat del Cap cap a la part oriental del cap, per escapar de l'autocràtic govern de la Companyia Holandesa de les Índies Orientals
Al segle xviii aquests agricultors habitaven en l'actual província del Cap Oriental. Quan a principis del segle xix van començar a experimentar la creixent pressió dels anglesos, molts grangers van decidir anar-se'n cap al nord i cap a l'est. Els grangers s'anomenaren a si mateixos Voortrekkers i entre el 1830 i el 1850 van dur a terme una migració que seria coneguda com a Gran Trek
Amb el descobriment d'or i diamants en aquelles terres, Gran Bretanya va voler annexionar-se aquells territoris, la qual cosa va derivar en un enfrontament obert durant les anomenades Guerres Bòer que van ocórrer entre 1899 i 1902, en les quals va ser protagonista Robert Baden-Powell, fundador de l'escoltisme mundial.

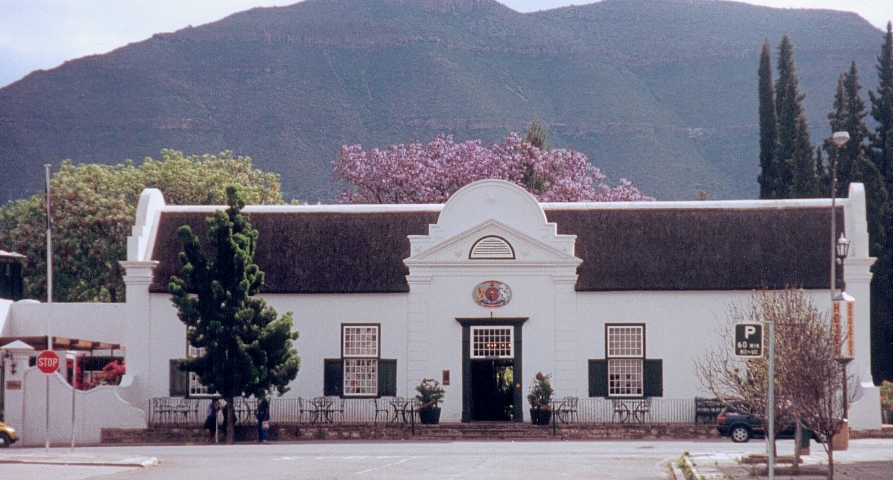
Graaff-Reinet era la ciutat des d'on van partir bona part dels emigrants durant la Gran Trek. Situada al mig de la Vall de la Desolació, constituïa una autèntica ciutat de frontera enmig del Salvatge Est. A la imatge apareix la Drostdy, la mansió del governador neerlandès, símbol de la llei i l'ordre.